# Вінченцо Белліні
Вінче́нцо Беллі́ні (італ. Vincenzo Bellini; 3 листопада 1801, Катанія — 23 вересня 1835, Пюто) — італійський композитор.

## Біографія
Народився в місті Катанії (Сицилія). Закінчив консерваторію в Неаполі.
Написав 11 опер. Найкращі з них — «Норма», «Сомнамбула» (1831), «Пуритани» (1835) принесли йому світову славу. У творчості Белліні знайшла відгук боротьба італійського народу проти чужоземного поневолення. Його музика пройнята сумом за батьківщиною і мрією про її визволення. Для найкращих опер композитора характерні ліричні й героїчні епізоди.
Помер Белліні в Пюто (поблизу Парижа) у розквіті творчих сил.

## Опери
- «Адельсон і Сальвіні» (Adelson e Salvini), 1825
- «Б'янка і Джернандо» (Bianca e Gernando), 1826. Під назвою «Б'янка і Фернандо» (Bianca e Fernando), 1828
- «Пірат» (Il pirata), 1827
- «Чужоземка» (La straniera), 1829
- «Заїра» (Zaira), 1829
- «Капулеті та Монтеккі» (I Capuleti e i Montecchi), 1830
- «Сомнамбула»[6] (La sonnambula), 1831
- «Норма» (Norma), 1831
- «Беатріче ді Тенда» (Beatrice di Tenda), 1833
- «Пуритани» (I puritani), 1835